# アル・プラザ草津
アル・プラザ草津（アル・プラザくさつ）は、日本のショッピングセンターである。滋賀県草津市西渋川の大型商業施設「エイスクエア」内にあり、株式会社平和堂が運営する。スーパーマーケット「平和堂」と約40の専門店で構成されている。

## 建物・施設概要
- 建物構造：地上4階建て + 一部塔屋（1階・2階 = 売場、3階、4階、R階 = 駐車場）
- 構成：平和堂と約40の専門店街
- 住所：滋賀県草津市西渋川一丁目23-30
- 営業時間：10時 - 21時

## 沿革
- 1996年（平成8年）3月 - エイスクエアの開業と同時にオープン。
- 2008年（平成20年）
  - 10月末 - 大幅改装を行い、リニューアルオープン。
  - 11月14日 - 2階に「エイスクエア専門店街サラ」との連絡デッキを設置し、供用を開始。

## フロア構成

### フロア概要
| 階   | アル・プラザ草津フロア概要         |
| ---- | ---------------------------------- |
| 屋上 | 屋上駐車場                         |
| 4階  | 駐車場                             |
| 3階  | 駐車場                             |
| 2階  | ファッションのフロア               |
| 1階  | 食品と暮らしとフードコートのフロア |

### 主な専門店

#### 1階
- マクドナルド
- ケンタッキーフライドチキン
- ビアードパパの作りたて工房
- ミスタードーナツ
- リンガーハット
- ゴンチャ
- ジュピターコーヒー
- 築地銀だこ
- 叶 匠壽庵
- 天下一品
- メガネの三城
- メガネの愛眼
- エステール
- 生活雑貨「ママイクコ」
- サーティワンアイスクリーム
- ハピンズ
- 鮮魚「たかぎ水産」
- ヨシハラクリーニング
- 無印良品

#### 2階
- ロフト（2023年4月21日オープン[1]）
- サンリオショップ （キディランド）
- セリア
- スペース田中
- ハニーズ
- コンタクトのアイシティ
- アニメイト（滋賀県内初出店）
- 洋服のお直し「リフォームブティック」
- カーブス